# Pocadicnemis occidentalis
Pocadicnemis occidentalis là một loài nhện trong họ Linyphiidae.
Loài này thuộc chi Pocadicnemis. Pocadicnemis occidentalis được Alfred Frank Millidge miêu tả năm 1976.